# 月光の女
『月光の女』（げっこうのおんな、原題：英語: The Letter）は、1940年に製作・公開されたアメリカ合衆国の映画である。

## 概要
1929年に映画化（ジーン・イーグルス主演）されているサマセット・モームの短編小説及び戯曲『手紙』の再映画化であり、ウィリアム・ワイラーが製作・監督し、ベティ・デイヴィスが主演した。ハーバート・マーシャルは1929年版『手紙』にも出演している。

## キャスト
- レスリー・クロスビー：ベティ・デイヴィス
- ロバート（レスリーの夫）：ハーバート・マーシャル
- ハワード・ジョイス（弁護士）：ジェームズ・スティーブンソン
- ドロシー（ハワードの妻）：フリーダ・イネスコート
- ハモンド夫人：ゲイル・ソンダガード

## スタッフ
- 監督：ウィリアム・ワイラー
- 製作総指揮：ハル・B・ウォリス
- 脚本：ハワード・コッチ
- 音楽：マックス・スタイナー
- 音楽監督：レオ・F・フォーブスタイン
- 編曲：ヒューゴー・フリードホーファー
- 撮影：トニー・ガウディオ
- 編集：ジョージ・エイミー、ウォーレン・ロウ
- 美術：カール・ジュールズ・ウェイル
- 衣装：オリー＝ケリー

## アカデミー賞ノミネーション
- 作品賞
- 監督賞：ウィリアム・ワイラー
- 主演女優賞：ベティ・デイヴィス
- 助演男優賞：ジェームズ・スティーブンソン
- 作曲賞：マックス・スタイナー
- 撮影賞（白黒）：トニー・ガウディオ
- 編集賞：ウォーレン・ロウ